# Sci alpino ai XX Giochi olimpici invernali - Slalom gigante maschile
Tra le competizioni dello sci alpino ai XX Giochi olimpici invernali di Torino 2006 lo slalom gigante maschile si disputò lunedì 20 febbraio a Sestriere Colle di Sestriere; l'austriaco Benjamin Raich vinse la medaglia d'oro, il francese Joël Chenal quella d'argento e l'austriaco Hermann Maier quella di bronzo.
Detentore uscente del titolo era l'austriaco Stephan Eberharter, che aveva vinto la gara dei XIX Giochi olimpici invernali di Salt Lake City 2002 disputata sul tracciato di Park City precedendo lo statunitense Bode Miller (medaglia d'argento) e il norvegese Lasse Kjus (medaglia di bronzo); il campione mondiale in carica era Maier, vincitore a Bormio/Santa Caterina Valfurva 2005 davanti a Raich e allo statunitense Daron Rahlves.

## Risultati
| Pos. | Atleta                         | Nazione              | Tempo 1ª manche | Tempo 2ª manche | Tempo totale | Distacco |
| ---- | ------------------------------ | -------------------- | --------------- | --------------- | ------------ | -------- |
| 1    | Benjamin Raich                 | Austria              | 1:16,95         | 1:18,05         | 2:35,00      |          |
| 2    | Joël Chenal                    | Francia              | 1:16,80         | 1:18,27         | 2:35,07      | +0,07    |
| 3    | Hermann Maier                  | Austria              | 1:16,83         | 1:18,33         | 2:35,16      | +0,16    |
| 4    | François Bourque               | Canada               | 1:16,61         | 1:19,31         | 2:35,92      | +0,92    |
| 5    | Fredrik Nyberg                 | Svezia               | 1:16,83         | 1:19,22         | 2:36,05      | +1,05    |
| 6    | Bode Miller                    | Stati Uniti          | 1:17,58         | 1:18,48         | 2:36,06      | +1,06    |
| 6    | Aksel Lund Svindal             | Norvegia             | 1:17,10         | 1:18,96         | 2:36,06      | +1,06    |
| 8    | Rainer Schönfelder             | Austria              | 1:17,49         | 1:19,15         | 2:36,64      | +1,64    |
| 9    | Kalle Palander                 | Finlandia            | 1:18,22         | 1:18,60         | 2:36,82      | +1,82    |
| 10   | Thomas Grandi                  | Canada               | 1:17,23         | 1:19,65         | 2:36,88      | +1,88    |
| 11   | Massimiliano Blardone          | Italia               | 1:17,21         | 1:19,74         | 2:36,95      | +1,95    |
| 12   | Mitja Valenčič                 | Slovenia             | 1:18,10         | 1:19,29         | 2:37,39      | +2,39    |
| 13   | Erik Schlopy                   | Stati Uniti          | 1:18,34         | 1:19,22         | 2:37,56      | +2,56    |
| 14   | Didier Défago                  | Svizzera             | 1:18,03         | 1:19,57         | 2:37,60      | +2,60    |
| 15   | Alberto Schieppati             | Italia               | 1:18,21         | 1:19,62         | 2:37,83      | +2,83    |
| 16   | Ondřej Bank                    | Rep. Ceca            | 1:18,45         | 1:19,40         | 2:37,85      | +2,85    |
| 17   | Marc Berthod                   | Svizzera             | 1:19,05         | 1:19,20         | 2:38,25      | +3,25    |
| 18   | Lasse Kjus                     | Norvegia             | 1:18,73         | 1:20,58         | 2:39,31      | +4,31    |
| 19   | Didier Cuche                   | Svizzera             | 1:19,08         | 1:20,25         | 2:39,33      | +4,33    |
| 20   | Bjarne Solbakken               | Norvegia             | 1:19,15         | 1:20,46         | 2:39,61      | +4,61    |
| 21   | Raphaël Burtin                 | Francia              | 1:20,70         | 1:20,29         | 2:40,99      | +5,99    |
| 22   | Jukka Rajala                   | Finlandia            | 1:20,17         | 1:21,23         | 2:41,40      | +6,40    |
| 23   | Cristian Javier Simari Birkner | Argentina            | 1:22,37         | 1:20,19         | 2:42,56      | +7,56    |
| 24   | Daisuke Yoshioka               | Giappone             | 1:23,78         | 1:21,25         | 2:45,03      | +10,03   |
| 25   | Natko Zrnčić-Dim               | Croazia              | 1:22,57         | 1:23,02         | 2:45,59      | +10,59   |
| 26   | Nikolay Skriabin               | Norvegia             | 1:25,81         | 1:25,04         | 2:50,85      | +15,85   |
| 27   | Alexander Heath                | Sudafrica            | 1:25,61         | 1:25,81         | 2:51,42      | +16,42   |
| 28   | Kim Hyeong-cheol               | Corea del Sud        | 1:26,09         | 1:26,37         | 2:52,46      | +17,46   |
| 29   | Iason Abramashvili             | Georgia              | 1:27,59         | 1:27,27         | 2:54,86      | +19,86   |
| 30   | Nikolai Hentsch                | Brasile              | 1:27,78         | 1:27,78         | 2:55,56      | +20,56   |
| 31   | Thomas Foley                   | Irlanda              | 1:28,28         | 1:29,14         | 2:57,42      | +22,42   |
| 32   | Mikail Renzhin                 | Israele              | 1:28,97         | 1:31,44         | 3:00,41      | +25,41   |
| 33   | Viktor Rjabčenko               | Kazakistan           | 1:29,52         | 1:31,14         | 3:00,66      | +25,66   |
| 34   | Theódoros Christodoúlou        | Cipro                | 1:30,47         | 1:31,56         | 3:02,03      | +27,03   |
| 35   | Erjon Tola                     | Albania              | 1:30,87         | 1:32,02         | 3:02,89      | +27,89   |
| 36   | Alidad Saveh Shemshaki         | Iran                 | 1:32,27         | 1:31,61         | 3:03,88      | +28,88   |
| 37   | Marco Schafferer               | Bosnia ed Erzegovina | 1:39,28         | 1:25,18         | 3:04,46      | +29,46   |
| 38   | Attila Marosi                  | Ungheria             | 1:32,30         | 1:32,82         | 3:05,12      | +30,12   |
| 39   | Mathieu Razanakolona           | Madagascar           | 1:39,10         | 1:27,33         | 3:06,43      | +31,43   |
| 40   | Li Guangxu                     | Cina                 | 1:32,63         | 1:35,44         | 3:08,07      | +33,07   |
| 41   | Ivan Borisov                   | Kirghizistan         | 1:59,49         | 1:37,61         | 3:37,10      | +1:02,10 |
|      | Kjetil Jansrud                 | Norvegia             | 1:19,32         | DNS             |              |          |
|      | Hamit Şare                     | Turchia              | 1:52,13         | DNS             |              |          |
|      | Stephan Görgl                  | Austria              | 1:17,15         | DNF             |              |          |
|      | Jean-Philippe Roy              | Canada               | 1:17,36         | DNF             |              |          |
|      | Martin Vráblík                 | Rep. Ceca            | 1:20,41         | DNF             |              |          |
|      | Deyvid Oprja                   | Estonia              | 1:40,49         | DNF             |              |          |
|      | Daron Rahlves                  | Stati Uniti          | DNF             |                 |              |          |
|      | Davide Simoncelli              | Italia               | DNF             |                 |              |          |
|      | Marco Büchel                   | Liechtenstein        | DNF             |                 |              |          |
|      | Ted Ligety                     | Stati Uniti          | DNF             |                 |              |          |
|      | Manfred Mölgg                  | Italia               | DNF             |                 |              |          |
|      | Thomas Fanara                  | Francia              | DNF             |                 |              |          |
|      | Aleš Gorza                     | Slovenia             | DNF             |                 |              |          |
|      | Daniel Albrecht                | Svizzera             | DNF             |                 |              |          |
|      | Gauthier de Tessières          | Francia              | DNF             |                 |              |          |
|      | Ryan Semple                    | Canada               | DNF             |                 |              |          |
|      | Felix Neureuther               | Germania             | DNF             |                 |              |          |
|      | Bernard Vajdič                 | Slovenia             | DNF             |                 |              |          |
|      | Bradley Wall                   | Australia            | DNF             |                 |              |          |
|      | Petr Záhrobský                 | Rep. Ceca            | DNF             |                 |              |          |
|      | Björgvin Björgvinsson          | Islanda              | DNF             |                 |              |          |
|      | Claudio Sprecher               | Liechtenstein        | DNF             |                 |              |          |
|      | Dmitrij Ul'janov               | Russia               | DNF             |                 |              |          |
|      | Pavel Šestakov                 | Russia               | DNF             |                 |              |          |
|      | Konstantin Sac                 | Russia               | DNF             |                 |              |          |
|      | Kryštof Krýzl                  | Rep. Ceca            | DNF             |                 |              |          |
|      | Gang Min-hyeok                 | Corea del Sud        | DNF             |                 |              |          |
|      | Akira Sasaki                   | Giappone             | DNF             |                 |              |          |
|      | Facundo Aguirre                | Argentina            | DNF             |                 |              |          |
|      | Duncan Grob                    | Cile                 | DNF             |                 |              |          |
|      | Kim Woo-sung                   | Corea del Sud        | DNF             |                 |              |          |
|      | Vassilis Dimitriadis           | Grecia               | DNF             |                 |              |          |
|      | Ivan Ratkić                    | Croazia              | DNF             |                 |              |          |
|      | Kristján Uni Óskarsson         | Islanda              | DNF             |                 |              |          |
|      | Olivier Jenot                  | Monaco               | DNF             |                 |              |          |
|      | Ǵorgi Markovski                | Macedonia            | DNF             |                 |              |          |
|      | Andrej Drygin                  | Tagikistan           | DNF             |                 |              |          |
|      | Leyti Seck                     | Senegal              | DNF             |                 |              |          |
|      | Hira Lal                       | India                | DNF             |                 |              |          |
|      | Marino Cardelli                | San Marino           | DNF             |                 |              |          |
|      | Vitalijus Rumiancevas          | Lituania             | DSQ             |                 |              |          |

Legenda:

DNF = prova non completata

DSQ = squalificato

DNS = non partito

Pos. = posizione
1ª manche:

Ore: 10.30 (UTC+1)

Pista: Sises

Partenza: 2 480 m s.l.m.

Arrivo: 2 030 m s.l.m.

Dislivello: 450 m

Porte: 52

Tracciatore: Dušan Grašič (Canada)
2ª manche:

Ore: 13.45 (UTC+1)

Pista: Sises

Partenza: 2 480 m s.l.m.

Arrivo: 2 030 m s.l.m.

Dislivello: 450 m

Porte: 

Tracciatore: Michael Morin (Stati Uniti)